# Anuak (langue)
Pour les articles homonymes, voir Anuak.
L’anuak (ou anyua, anyuak, anywak) est une langue nilo-saharienne de la branche des langues nilotiques parlée par 130 000 Anuak à l'est du Soudan du Sud en 2017 et 90 600 à l'ouest de l'Éthiopie en 2007.

## Écriture
Au Soudan du Sud, l’anuak a été et est écrit avec un alphabet latin similaire à l’alphabet international africain, notamment dans la traduction du Nouveau Testament publié par la Bible Society of the Sudan à Khartoum en 1976. Il y a aussi eu une tentative d’utiliser un alphabet arabe modifié, utilisant des chiffres suscrits pour certaines voyelles anuak, notamment pour la traduction du premier chapitre de l’évangile de Jean publié en 1960 par l’American Bible Society.
En Éthiopie, l’anuak a été et est écrit avec l’alphasyllabaire éthiopien et à l’aide de translittération dans l’alphabet latin par certains missionnaires. Un alphabet latin est aussi utilisé dans le système éducatif pour l’enseignement primaire dans la région de Gambela mais diffère de celui utilisé au Soudan du Sud.
| A a | Ä ä | B b   | C c   | D d | Dh dh | E e | Ë ë | G g | H h | I i | Ï ï   | J j | K k | L l |
| M m | N n | Nh nh | Ny ny | Ŋ ŋ | O o   | Ö ö | Ø ø | P p | R r | T t | Th th | U u | W w | Y y |

## Prononciation
|           | Labiale | Dentale | Alvéolaire | Palatale | Vélaire |
| --------- | ------- | ------- | ---------- | -------- | ------- |
| Nasale    | m       | n̪       | n          | ɲ        | ŋ       |
| Occlusive | p b     | t̪ d̪     | t d        |          | ɡ       |
| Affriquée |         |         |            | c ɟ      |         |
| Spirante  | w       |         | l          | j        |         |
| Battue    |         |         | r          |          |         |

|            | Antérieure | Centrale | Postérieure |
| ---------- | ---------- | -------- | ----------- |
| Fermée     | i ii       |          | u uu        |
| Mi-fermée  | ɪ ɪɪ       |          | ʊ ʊʊ        |
| Centrale   | e ee       |          | o oo        |
| Mi-ouverte | ɛ ɛɛ       | ʌ ʌʌ     | ɔ ɔɔ        |
| Ouverte    |            | a aa     |             |

| ɪɛ ʊɔ | ie uo |